# Hermann Behrbohm
Otto Hermann Bernhard Behrbohm (30 de outubro de 1907 - 12 de outubro de 1977) foi um matemático alemão ativo na Suécia e na Alemanha. 
Ele foi significativo na matemática por trás do desenvolvimento da aerodinâmica do conceito de asa delta e da tecnologia de vôo supersônico.

## Biografia
Hermann Behrbohm foi significativo no design do Saab 35 Draken e do Saab 37 Viggen. Ele fez os cálculos apoiando Alexander Lippisch no desenvolvimento do conceito de asa Delta no final da guerra. Ele recebeu a Medalha Thulin da Sociedade Aeronáutica Sueca de 1968 em prata por ter promovido a tecnologia da aviação com trabalho.  
Ele fez esforços em tecnologia de aviação em vários países durante sua vida, devido às circunstâncias. Finalmente, como aposentado, em 1972 mudou-se para a Inglaterra com sua esposa britânica. Seus filhos ficaram na Suécia.
Ele escreveu muitos artigos na imprensa especializada em aerodinâmica e matemática disponíveis em bibliotecas e na Internet. 

### Educação e tese de doutorado na Alemanha
Ele estudou engenharia mecânica na Universidade Técnica de Karlsruhe, bem como matemática e teoria dos números na Georg-August-Universität Göttingen.
Behrbohm foi assistente de pesquisa na Georg-August-Universität Göttingen em 1933–1936 e escreveu sua dissertação de doutorado sobre a identidade algébrica dos meromorfismos de um corpo de função elíptica. A tese não foi aprovada por motivos políticos quando o orientador era judeu e a Alemanha nazista assumiu.  Em 1944 foi promovido a doutor em matemática e física.
Behrbohm também teve grandes dificuldades em se casar com sua primeira esposa por causa dos regulamentos da Alemanha nazista. Ela teve dificuldades em obter certificados de pureza biológica (pai desconhecido) e assim poder se casar com ele, o que só foi possível em 1940.

### Messerschmitt
Ele foi recrutado em 1937 para o departamento de Aerodinâmica da Messerschmitt em Augsburgo.
Herrman Behrbom é solicitado como matemático na indústria aeroespacial, onde você precisa fazer seus cálculos teóricos e, em seguida, executar testes para impulsionar os projetos de desenvolvimento.

#### Augsburgo 1937-1944
Participou de trabalhos em provas de alta velocidade com Messerschmitt Bf 109 com Lukas Schmid. 
Na Messerschmitt em Augsburg, o principal projeto durante esses anos foi o desenvolvimento do avião a jato Messerschmitt Me 262.
O desenvolvimento do avião-foguete Messerschmitt Me 163 sob a direção de Alexander Lippisch também ocorreu a partir de 1939.

#### Oberammergau 1944-1945
Após os ataques aéreos em Augsburgo em 25 de fevereiro de 1944, as atividades de desenvolvimento foram transferidas para as instalações subterrâneas do Oberbayerische Forschungsanstalt em Oberammergau.  A família permanece em Mering perto de Augsburgo.
A Messerschmitt desenvolveu a partir do final de 1944 sob a direção de Willy Messerschmitt o avião a jato Messerschmitt P.1101. Tem muito em comum com o Saab 29 Tunnan, que foi criado antes da época de Hermann na Saab, bem como com o MiG-15 e o F-86 Sabre.

#### Wiener Neustadt 1944-1945
A partir do outono de 1944, ele trabalhou meio período para o Aviation Research Institute Vienna (LFW)  em Wiener Neustadt, onde Alexander Lippisch abriu seu próprio escritório de desenvolvimento.
Até então, Lippisch havia trabalhado para a Messerschmitt com o avião-foguete Messerschmitt Me 163. Ele e Willy Messerschmitt discordaram sobre o projeto, no qual Lippisch não queria asa traseira, arrasto e pior desempenho.
Em Wiener Neustadt, Lippisch trabalhou no desenvolvimento do mini-avião de caça Lippisch P.13a de asa delta (sem asa traseira), que no final da guerra passou a fazer parte do programa Volksjäger. A tecnologia de asa delta Lippisch P.13a é a base para o design do Saab 35 Draken, cujo desenvolvimento Hermann posteriormente participou da Saab. Assim também para Dassault Mirage.
Pode-se ver Messerschmitt Me 163 e não menos Lippisch P.13a como a base para todos os aviões de caça de asa delta que se seguiram na década de 1950.

### Ocupação - BEE
Depois que a guerra terminou em 1945, Hermann era um pai desempregado de uma família com 4 filhos em Mering, perto da zona de ocupação americana de Augsburgo. Eles recebiam a renda de presentes de oficiais americanos alojados, mas ele também trabalhou um tempo na agricultura e na silvicultura com pagamentos regulares para a comida da família na mesa. 
Na primavera de 1946 foi recrutado pelo BEE (French Aerodynamic Research and Development Institute, hoje parte do Deutsch-Französisches Forschungsinstitut Saint-Louis) com operações em Emmendingen e Weil am Rhein na zona de ocupação francesa na Alemanha.
Após a formação da República Federal da Alemanha em 1949 e o fim da ocupação, as oportunidades foram maiores para encontrar trabalhos cientificamente interessantes no exterior e Behrbohm recebeu ofertas da França e de outros países.

### Saab
Hermann escolheu 1951 para começar a trabalhar na Saab, mudando-se para Linköping com sua família, que se naturalizou sueca.
Os motivos para escolher trabalhar para a Saab foram os projetos Saab 32 Lansen e Saab 35 Draken sob Erik Bratt e Tore Gullstrand.  Ser especialista em aerodinâmica é um mercado de trabalho restrito, com poucos empregadores no mundo que possuem recursos suficientes para gerar bons resultados. Saab onde eles construíram operações e as ambições da Suécia deram a Hermann as oportunidades.
À sombra da Guerra Fria e da corrida armamentista nuclear, o desejo da Força Aérea Sueca nas décadas de 1950 a 1970 (a Lei de Defesa de 1958) era ser capaz de atacar rapidamente armas nucleares estratégicas - bombardeiros como Tupolev Tu-16 antes de atingirem seus alvos. Isso com caças supersônicos de asa delta realmente rápidos, como o Saab 35 Draken, onde a velocidade e a preparação eram os fatores-chave. As necessidades da Força Aérea Sueca também eram operações de pouso - defesas sobre os mares circundantes com aeronaves de ataque, bem como aviões de reconhecimento ultrarrápido, como o Saab 37 Viggen. A economia e a engenharia de materiais para o calor de fricção da atmosfera estabelecem o limite para a velocidade. Isso gerou grandes encomendas para construir uma força aérea muito grande e recursos para o desenvolvimento.
Hermann permaneceu na Saab até sua aposentadoria em 1972. Durante os anos 1960-64 foi chefe do departamento de Aerodinâmica, também participou dos projetos Saab 37 Viggen e Saab 105 e publicou um grande número de artigos em aerodinâmica.  Ele era estimado e ganhou a Medalha Thulin da Sociedade Aeronáutica Sueca em 1968 em prata.
Hermann Behrbohm e Bertil Dillner fizeram esforços significativos no projeto do Saab 37 Viggen e, em particular, no projeto e testes da construção da asa Canard. 
Após a aposentadoria, ele se mudou com sua segunda esposa para a cidade natal dela no sul da Inglaterra.